# Rijnberk (plantage)
Rijnberk was een koffieplantage aan de Commewijnerivier in het district Commewijne in Suriname. Zij lag links bij het opvaren, stroomafwaarts naast plantage Schaapstede en stroomopwaarts naast plantage Kroonenburg. Op de kaart van Alexander de Lavaux stond zij vermeld als Sylershoop.

## Geschiedenis
De plantages Rijnberk en Schaapstede zijn ontstaan door verkaveling van 2 plantages van 500 akkers in 3 stukken. 
De koffieplantage van 250 akkers werd omstreeks 1745 aangelegd door de klerk Johan Abraham Ingenlohe. De volgende eigenaar was Pieter Berkhoff. Het is niet bekend wanneer de plantage Rijnberk is gaan heten en of er een relatie is met het plaatsje Rijnberk. Berkhoff was afkomstig uit Rotterdam en ook hij was een klerk.
In 1793 was de plantage in het bezit van het negotiatiefonds van Marcus van Arp en comp. In 1821 was dat J. Abendadon. De oppervlakte was toen 362 akkers. In 1825 werd R.P. Nebled vermeld. Vervolgens waren dit S. en J. Abendadon. De familie Abendadon bezat verscheidene plantages. Daarna ging het bezit over naar Alexander Ferrier en Thomas Buttler Parry. De plantage was toen al verlaten: in 1835 en 1842 stond zij vermeld als kostgrond. Als laatste eigenaar werd in 1842 Henry Maggy Tull genoemd.
In 1875 werd een overeenkomst gesloten tussen de N.V. Cultuurmaatschappij enerzijds en J.A.E. Sander en H. Berckhoff anderzijds over het beheer van de plantages Wederzorg, Anna Catharina en Kroonenburg met de daaraan toegevoegde gronden Rijnberk en Schaapstede.
In 1897 werd de plantage in pacht afgestaan aan Van Genderen, die de pacht vervolgens overdroeg aan J.R.C. Gonggrijp. Er werd toen koffie en banaan geteeld. Gonggrijp verkreeg in 1901 het land in eigendom en verkocht het in 1904 weer terug aan het gouvernement. Er werd tot 1938 citrus, cacao, koffie, graan, rijst, aardvruchten en bananen geteeld.
A la bonne heure · Anna's Zorg · Akkerboom · Alliance · Alkmaar · Andresa · Auka · Andreesgift · Bantaskine · Barbados · Batavia · Beekenhorst · Belladrum · Bellevue · Belwaarde · Beninenburg · Berg en Dal · Bergen op Zoom · Berlijn (Commewijne) · Berlijn (Para) · Bethlehem · Boksweide · Boston · Botany Bay · Boxel · Bronswijk · Brouwerslust · Bruinendaal · Bucklebury · Buitenrust · Burnside · Cadrosspark · Caledonia · Campenburg · Cannewapibo · Catharina Sophia · Clevia  · Cliffort-Kokshoven · Clyde · Concordia · Concordia en een Kwart Lot · Courcabo · De Dageraad · De Goede Vriendschap · De Resolutie · De Vier Hendrikken · Diamond · Dijkveld · Domburg · Dordrecht · Eendragt · Elisabeth's Hoop · Ellen · L'Espérance (Nickerierivier) · L'Espérance (Surinamerivier) · Esthersrust · Fairfield · Fortuin · Flora · Florentia · Frederiksburg · Frederiksdorp · Frederikslust · Geertruidenberg · Geyersvlijt · Glensander · Gloria · Groot Chatillon · Groot Marseille · Guadeloupe · Hague · Hamburg · Hamilton · Hamptoncourt · Hannover · Hazard · Hebron · Hecht en Sterk · Hooyland · Hope · Houttuin · Huntly · Huwelijkszorg · Inverness · Jagtlust · Jodensavanne · Johan & Margaretha · Johanna Catharina · Johanna Maria · Johannesburg · John · Katwijk · Kent · Kerkshoven · Killenstein · Klein Bellevue · Kleinhoop · Krappahoek · Kroonenburg · Kwatta · La Jalousie · La Prosperité · La Rencontre · La Ressource (Saramacca) · La Ressource (Surinamerivier) · La Singularité · Laarwijk · Leasowes · Leliëndaal · Leonsberg · Livorno · Longmay · Lunenburg · Lust en Rust · Lustrijk · Maasstroom · Margarethenburg · Maria Petronella · Mariënbosch · Mariënburg · Margaretha's Gift · Mary's Hope · Meerzorg · Merveille · Moed en Kommer · Mon Bijou · Mon Souci · Mon Trésor · Monnikendam · Mopentibo · Morgenster · Moy · Nieuw Mocha · Nieuwzorg · Nieuwe Aanleg · De Nieuwe Grond · Nijd en Spijt · Novar · Nursery · Nut en Schadelijk · Onoribo · Onverwacht · Oranibo · Ornamibo · Overbrug · Overtoom 
· Oxford · Palestina · Paradise · Persévérance · Petersburg · Picardië · Peperpot · Pieterszorg · Plaisance · Poelwijk · Potosie · Purmerend · Reijnsdorp · Reijnsfort · Rijnberk · Roosenburg · Rorac · Rust en Werk · Rustenburg · Saltzhalen · Sans Souci · Saphir · Sarah · Sardam · Schaapstede · Schoonoord · Sinabo en Gelre · Sint Barbara · Sint Eustatius · Slootwijk · Sorgvliet · Spieringshoek · Standvastigheid · Suidwijn · Suzanna's Daal · Toevlugt (Surinamerivier) · Tout Lui Faut · Toledo · Totness · Tyronne · 't Vertrouwen · Victoria · Vierkinderen · Visserszorg · Voorburg · Voorzorg (Saramacca) · Vossenburg · Vredenburg · Vriendsbeleid en Ouderzorg · Vreeland · Waltonhall · Waldijk · Waterloo · Wederzorg · Welbedacht · Welgelegen (Commewijne) · Welgelegen (Coronie) · Welgevallen · Weltevreden · Wolffs Capoerica · Wolfenbüttel · 't Ylant · Zoelen · Zorg en Hoop (hout) · Zorg en Hoop (indigo) · Zorg en Hoop (katoen) · Zorg en Hoop (suiker)